# دان بوربونيه
دان بوربونيه هو لاعب هوكي جليد كندي، ولد في 6 مارس 1962 في وينيبيغ في كندا.

## وصلات خارجية
- دان بوربونيه على موقع دوري الهوكي الوطني (الإنجليزية)
- دان بوربونيه على موقع قاعة مشاهير الهوكي (لاعب أن.إتش.أل) (الإنجليزية)
- دان بوربونيه على موقع EliteProspects.com (الإنجليزية)
- دان بوربونيه على موقع HockeyDB.com (الإنجليزية)
- دان بوربونيه على موقع Hockey-Reference.com (الإنجليزية)